# Hassi Abdallah
Hassi Abdallah é uma vila na comuna de Ksabi, no distrito de Ouled Khoudir, província de Béchar, Argélia. A vila está localizada na margem nordeste do rio Oued Saoura, 10 quilômetros (6,2 milhas) ao sudeste de Ksabi. Está ligada tanto a Ksabi e a rodovia nacional N6 por estradas locais.